# 에라완군
에라완군은 르이주의 행정 구역이다. 이 지역의 총 인구 수는 2005년 기준으로 37079명이다. 인구 밀도는 141.5km2이다.

## 행정 구역
| 번호 | 지명          | 태국어 지명 | 빌리지 | 인구   |  |
| ---- | ------------- | ----------- | ------ | ------ |  |
| 1.   | Erawan        | เอราวัณ      | 16     | 12,160 |  |
| 2.   | Pha In Plaeng | ผาอินทร์แปลง  | 14     | 12,532 |  |
| 3.   | Pha Sam Yot   | ผาสามยอด    | 8      | 7,742  |  |
| 4.   | Sap Phaiwan   | ทรัพย์ไพวัลย์   | 7      | 4,645  |  |

1. ↑  “Department of provincial administration”. 2007년 9월 26일에 원본 문서에서 보존된 문서. 2007년 8월 13일에 확인함.